# Jussie Smollett
Jussie Langston Mikha Smollett (Santa Rosa, 21 de junho de 1983) é um ator, cantor e fotógrafo estadunidense. Começou sua carreira de ator ainda criança, estrelando comerciais das redes nacionais em NY em 1987. Mais tarde, ele co-estrelou os filmes The Mighty Ducks (1992) e North (1994). Em 2015, Smollett recebeu elogios por sua interpretação do músico Jamal Lyon na série da Fox,  Empire.

## Início de vida
Smollett nasceu em Santa Rosa, Califórnia. Ele é filho de Janet e Joel Smollett, ele tem três irmãos e duas irmãs: Jake, Jocquie, JoJo, Jurnell e Jazz. Seu pai, judeu de origem russa e polonesa; já sua mãe descende de afro-americanos, nativos americanos e de europeus do Norte.

## Carreira
Smollett começou sua carreira ainda criança,  co-estrelando os filmes "The Mighty Ducks" (1992) e North (1994).
Na televisão ele atuou ao lado de seus cinco irmãos da vida real, no seriado da ABC On Our Own em 1994.
Em 2012, Smollett voltou a atuar com o papel principal no drama de comédia LGBT The Skinny.
Mais tarde ele participou das séries The Mindy Project e Revenge.
Em 2014, Smollett foi escalado pra viver o músico Jamal Lyon na série da Fox Empire.
Smollett também é cantor e compositor, em 2012, ele lançou  um EP, The Poisoned Hearts Club.
Em fevereiro de 2015, ele confirmou que ele havia assinado um contrato com a Columbia Records e iria lançar um álbum no futuro.
Smollett co-escreveu as músicas I Wanna Love You e You're So Beautiful para o álbum Original Soundtrack From Season 1 of Empire o álbum foi lançado em março de 2015.
Em junho de 2015, foi anunciado que Smollett será convidado especial ao lado de sua irmã mais nova Jurnell Smollett em seu programa de TV "Underground" irá ao ar em 2016.

## Vida pessoal
Em março de 2015, assumiu publicamente a sua homossexualidade numa entrevista para Ellen DeGeneres.Em fevereiro de 2019, o ator contou à  polícia ter sido vítima de um crime de ódio. Depois de semanas de investigação, a polícia de Chicago determinou que Smollett armou o ataque - alegando que ele havia contratado conhecidos para fingirem um ataque racista e homofóbico - porque ele estaria insatisfeito com seu salário na série Empire.
Em dezembro de 2021, um júri considerou o ator culpado de cinco dos seis crimes pelos quais era acusado, entre eles, o de conduta inadequada por causa da mentira sobre um crime inexistente, podendo ser condenado a 3 anos de prisão.

## Filmografia
| Cinema | Cinema                    | Cinema          | Cinema          |
| Ano    | Título                    | Papel           | Nota(s)         |
| ------ | ------------------------- | --------------- | --------------- |
| 1991   | A Little Pieces of Heaven | Salem Bordeaux  | Televisão Filme |
| 1992   | The Mighty Ducks          | Terry Hall      |                 |
| 1994   | North                     | Adam            |                 |
| 2009   | Pitch This                | Mike            | Short Filme     |
| 2012   | The Skinny                | Magnus          |                 |
| 2014   | Born To Race: Fast Track  | Tariq           |                 |
| 2014   | Ask Me Anything           | Nico Dempster   |                 |
| 2017   | Alien: Covenant           | Ricks           |                 |
| 2017   | Marshall†                 | Langston Hughes | Completo        |

| † | Indica filmes que ainda não foram lançados |

| Televisão | Televisão          | Televisão     | Televisão                                 |
| Ano       | Título             | Papel         | Nota(s)                                   |
| --------- | ------------------ | ------------- | ----------------------------------------- |
| 1993      | Alex Haley's Queen | Simon         | Miniseries                                |
| 1993      | Coach              | Billy         | Episode: Piece o' Cake                    |
| 1993-94   | Cro                | Mike          | Voz, 20 episodes                          |
| 1994-95   | On Our Own         | Jesse Jerrico | Series regular, 20 episodes               |
| 2012      | The Mindy Project  | Barry Stossen | Episode: Josh and Mindy's Christmas Party |
| 2014      | Revenge            | Jamie         | Episode: Ashes                            |
| 2015      | Empire             | Jamal Lyon    | Elenco principal                          |
| 2016      | Underground        | Josey         | 2 episodes                                |

## Discografia
| Vídeos | Vídeos   | Vídeos          | Vídeos         |
| Ano    | Título   | Artista         | Nota(s)        |
| ------ | -------- | --------------- | -------------- |
| 2015   | Infinity | Mariah Carey    | Ator convidado |
| 2017   | F.U.W.   | Jussie Smollett | Ele mesmo      |

### Singles
| Título                                               | Ano  | Peak | Peak      | Peak   | Peak | Peak | Peak | Peak | Peak | Peak | Sales  | Album                    |
| Título                                               | Ano  | US   | US R&B/HH | US R&B | FRA  | GER  | SWI  | AUT  | POR  | BUL  | Sales  | Album                    |
| ---------------------------------------------------- | ---- | ---- | --------- | ------ | ---- | ---- | ---- | ---- | ---- | ---- | ------ | ------------------------ |
| "Good Enough"                                        | 2015 | 106  | 33        | 13     | 60   | 25   | 55   | 54   | 2    | 40   | 83,000 | Empire Season 1 OST      |
| "Keep Your Money"                                    | 2015 | 99   | 32        | 13     | 181  | 91   | —    | —    | —    | —    | 54,000 | Empire Season 1 OST      |
| "No Apologies" (featuring Yazz)                      | 2015 | 123  | 44        | —      | 195  | —    | —    | —    | —    | —    | 53,000 | Empire Season 1 OST      |
| "You're so Beautiful" (featuring Yazz)               | 2015 | 47   | 18        | 10     | 79   | 42   | —    | —    | —    | —    |        | Empire Season 1 OST      |
| "Conqueror" (featuring Estelle)                      | 2015 | 42   | 15        | 8      | 157  | 87   | —    | —    | —    | —    |        | Empire Season 1 OST      |
| "Powerful" (featuring Alicia Keys)                   | 2015 | —    | 36        | 10     | 152  | —    | —    | —    | —    | —    |        | Empire Season 2 Volume 1 |
| "Ain't About the Money" (featuring Yazz)             | 2015 | —    | —         | —      | —    | —    | —    | —    | —    | 39   |        | Empire Season 2 Volume 1 |
| "No Doubt About it" (featuring Pitbull)              | 2015 | —    | —         | 18     | —    | —    | —    | —    | —    | —    |        | Empire Season 2 Volume 1 |
| "Chasing the Sky" (featuring Terrence Howard & Yazz) | 2016 | —    | 52        | 24     | —    | —    | —    | —    | —    | —    |        | Empire Season 2 Volume 2 |
| "Good People" (featuring Yazz)                       | 2016 | —    | —         | 20     | —    | —    | —    | —    | —    | —    |        | Empire Season 2 Volume 2 |
| "I Wanna Love You"                                   | 2016 | —    | 57        | 21     | —    | —    | —    | —    | —    | —    |        | Empire Season 2 Volume 2 |

## Prêmios e Indicações
| Ano  | Prêmio             | Categoria                                           | Trabalho            | Resultado |
| ---- | ------------------ | --------------------------------------------------- | ------------------- | --------- |
| 1993 | Young Artist Award | Outstanding Young Ensemble Cast in a Motion Picture | The Mighty Ducks    | Indicado  |
| 2015 | BET Awards         | Best Actor                                          | Empire              | Indicado  |
| 2015 | Teen Choice Awards | Choice TV Actor Drama                               | Empire              | Indicado  |
| 2015 | Teen Choice Awards | Choice TV: Breakout Star                            | Empire              | Indicado  |
| 2015 | Teen Choice Awards | Choice TV: Chemistry                                | Empire              | Indicado  |
| 2015 | Teen Choice Awards | Choice Music: Song from a Movie or TV Show          | You're So Beautiful | Indicado  |
| 2016 | NAACP Image Awards | Outstanding Supporting Actor in a Drama Series      | Empire              | Indicado  |
| 2016 | NAACP Image Awards | Outstanding Duo, Group or Collaboration             | You're So Beautiful | Venceu    |
| 2016 | NAACP Image Awards | Outstanding Song                                    | You're So Beautiful | Venceu    |
| 2016 | NAACP Image Awards | Outstanding New Artist                              | Jussie Smollet      | Venceu    |
| 2017 | NAACP Image Awards | Outstanding Supporting Actor in a Drama Series      | Jussie Smollet      | Venceu    |